# Croton gonaivensis
Espèce
Classification APG III (2009)
Croton gonaivensis est une espèce de plantes à fleurs du genre Croton et de la famille des Euphorbiaceae, présente à Hispaniola.